# Grotte de Bernifal
La grotte de Bernifal est une grotte ornée paléolithique qui se trouve sur la commune française de Meyrals, en Dordogne, en région Nouvelle-Aquitaine.

## Histoire
La grotte de Bernifal est occupée par les humains à l'époque magdalénienne, comprise entre environ −15 000 et −10 000 ans. Ils y laissent des signes et animaux peints et gravés.
Elle est redécouverte en 1902 par Denis Peyrony. Louis Capitan et l'abbé Breuil l'étudient par la suite, suivis par Brigitte et Gilles Delluc en 1994 et 1995. Depuis le 27 mai 1904, elle est classée au titre des monuments historiques.
C'est une grotte privée. La grotte et son guide-propriétaire ont fait l'objet d'un documentaire, « Le dernier paysan préhistorien », sorti en 2011 après cinq années de tournage.

## Description
Cette grotte profonde a conservé un aspect général assez proche de celui qu'ont connu les hommes de la Préhistoire.
Elle mesure environ 90 mètres de longueur.

## Art
À l'époque de la découverte de la grotte de Bernifal, seulement sept grottes ornées du Paléolithique sont connues : Altamira, la grotte Chabot (gorges de l'Ardèche), Marsoulas (Haute-Garonne), Pair-non-Pair (près de Bordeaux), et trois près des Eyzies : la Mouthe, Font-de-Gaume et les Combarelles.
Bernifal rassemble, réparties sur toute sa longueur, 110 gravures et peintures, noires ou rouges, globalement attribuables au Magdalénien. Les mammouths sont les figurations dominantes, avec une vingtaine de spécimens, aux côtés de bovinés, équidés (dont un possible asinien) et cervidés. S'y ajoutent des images plus rares d'humains, de mains négatives, et une cinquantaine de signes, en particulier les tectiformes classiques de la région de la vallée de la Vézère, et des signes triangulaires ovalisés.
Tectiformes
La grotte de Bernifal montre plusieurs tectiformes, dont H. Breuil (1903) dit : « Quelle peut être la signification de ces figures qui n’ont jamais été signalées en aussi grand nombre qu’à Bernifal ? ». L'un de ces tectiformes de Bernifal est très particulier : il est formé par des centaines de points rouges de moins de un centimètre de diamètre. C'est le seul tectiforme connu avec cette caractéristique.
Seules 4 grottes en France portent des signes tectiformes indiscutables, et elles sont toutes dans un rayon de 8 kilomètres autour des Eyzies-de-Tayac : les Combarelles, Font-de-Gaume, Bernifal, et Rouffignac. D'autres grottes, comme le Portel, La Pasiega, Enlène, Bara-Bahau, La Mouthe, El Castillo, Kapova… portent des signes similaires à propos desquels André Leroi-Gourhan dit : « ...Ils ont souvent été qualifiés de "tectiformes, terme hautement qualificatif qu'il vaudrait mieux réserver aux vrais tectiformes du groupe des Eyzies… ». La structure de ce signe dans ces grottes est trop différente des tectiformes originaux des quatre grottes de la région des Eyzies. 

Par ailleurs ce motif se retrouve uniquement dans l'art pariétal et jamais sur des supports mobiles.
Représentation d'une tête humaine sur paroi
Hors les "vénus" (vénus de Laussel et similaires), les représentations d'humains sont rares en art pariétal préhistorique (elles sont un peu plus fréquentes en art mobilier). La figure de Bernifal est coiffée d'une ramure ou de cornes.
Un mammouth perché
Une représentation de mammouth, tracé à l’argile et utilisant en partie le relief naturel, se trouve à plusieurs mètres de hauteur dans une cheminée presque verticale d’accès difficile. Il est probable que « le relief a appelé la figure », contenue en germe par le relief de la paroi à cet endroit.

## Tourisme
Depuis l'an 2000, la grotte fait l'objet d'une exploitation commerciale limitée, organisée par son propriétaire. Les aménagements y sont succincts et le nombre de visiteurs est réduit, sur réservation.

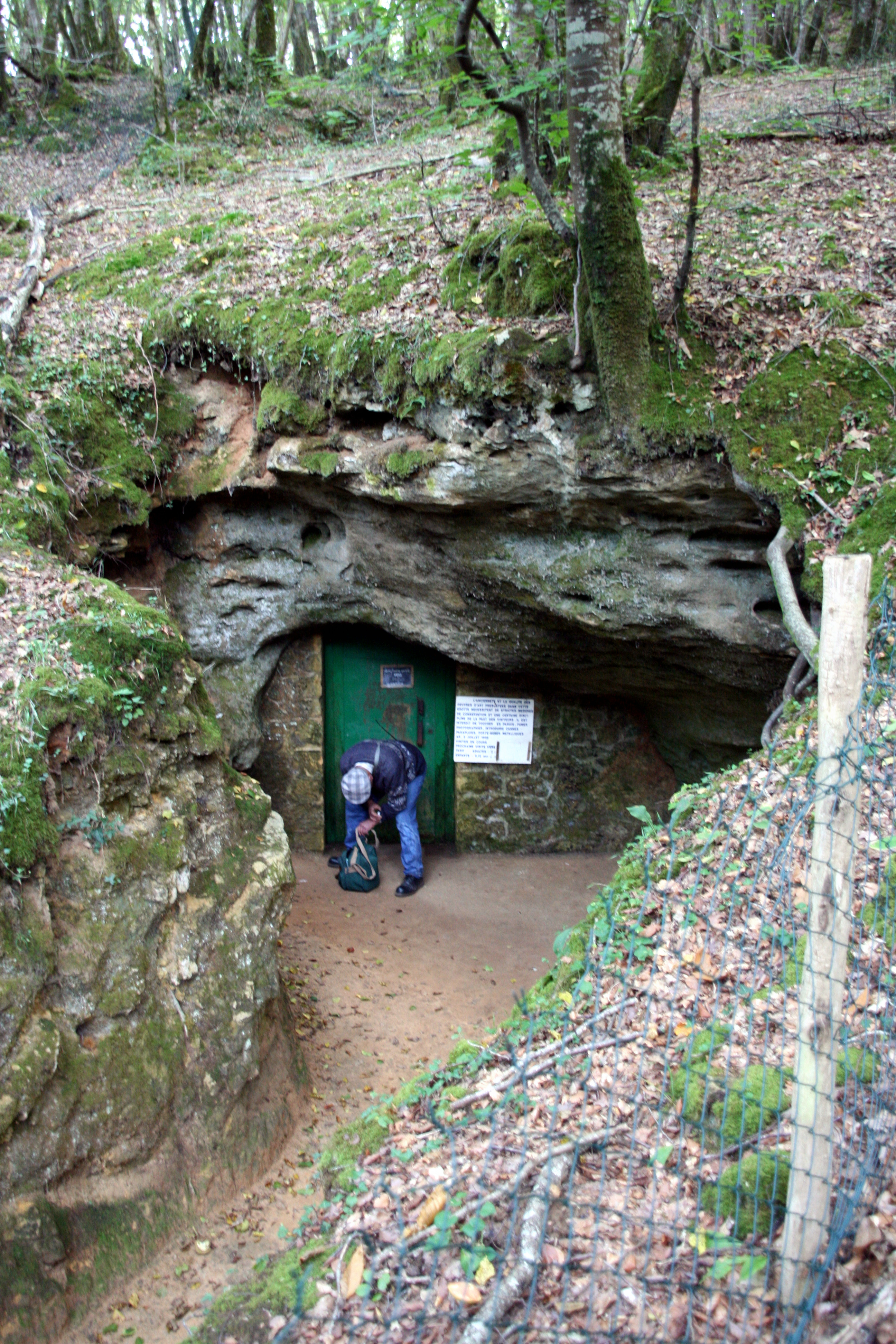
L'entrée de la grotte.
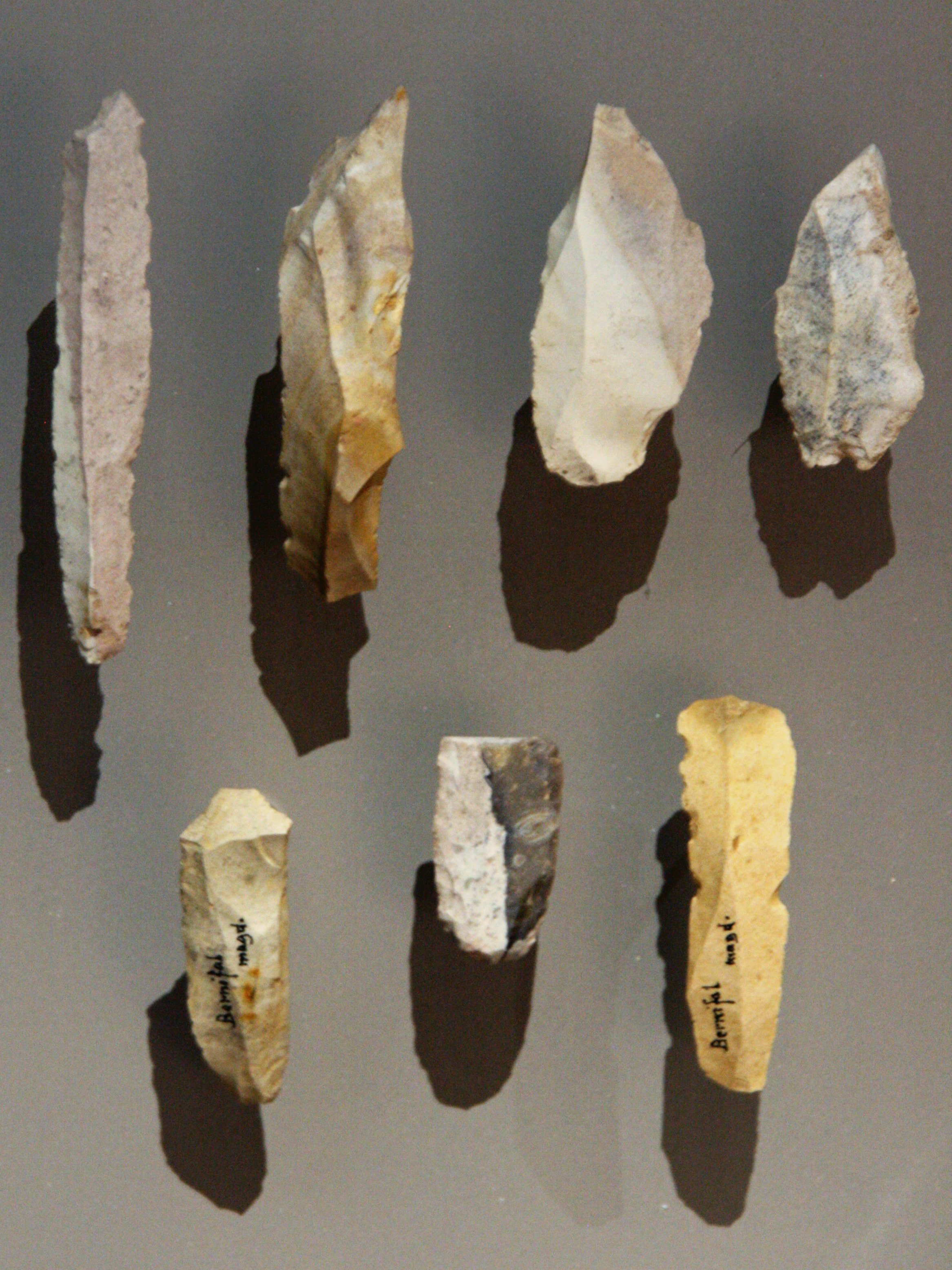
Burins et lames trouvés à Bernifal.